# Sasa sinica
Sasa sinica är en gräsart som beskrevs av Yi Li Keng. Sasa sinica ingår i släktet sasabambu, och familjen gräs. Inga underarter finns listade i Catalogue of Life.